# Jaime Balmes
Jaime Luciano Antonio Balmes y Urpiá (Vic, 28 de agosto de 1810 - Barcelona, 9 de julho de 1848), foi um filósofo, sacerdote e teólogo espanhol. Foi também apologista e sociólogo político. É considerado uma das personalidades mais interessantes da Espanha da primeira metade do século XIX. Embora familiarizado a doutrina de Tomás de Aquino, é um filósofo original,  sem pertencer a nenhuma escola.
Sua atuação na área da Teologia levou Pio XII a chamá-lo de Príncipe da Moderna Apologética. É um dos mais populares na Catalunha, em quase todas as populações, há uma rua que leva o seu nome, mas suas obras e as contribuições são menos conhecidas agora do que durante o seu tempo.
Jaime Balmes nasceu em Vic, na região da Catalunha na Espanha, sendo batizado no mesmo dia na catedral da cidade com o nome de Jaime Luciano Antonio. Ele viria a falecer nesta mesma cidade.
Em 1817, Balmes começou seus estudos no seminário de Vic. De 1825 a 1826, Balmes estudou Teologia no seminário de Vic e, graças a uma bolsa de estudos, também estudou Teologia na Faculdade de San Carlos na Universidade de Cervera. Em 8 de Junho de 1833 ele recebeu seu diploma em Teologia.
Em 20 de Setembro de 1834, na capela do Palácio Episcopal, Balmes foi ordenado Padre pelo Bispo Don Pablo de Jesus Corcuera. Balmes continuou seus estudos e em 1835 recebeu seu título de Doutor em Teologia.
Em 1845, mudou-se para Madrid, onde fundou o jornal El pensamiento de la Nació. Estava cético sobre as chances de sucesso das reivindicações nacionais catalãs. Ele morreu de tuberculose em 1848. Ele está enterrado no claustro da Catedral de Vic.

## Obras
As suas obras mais importantes e conhecidas são:
- El criterio (1845)
- Cartas a un escéptico en materia de religión (1846)
- El protestantismo comparado con el catolicismo en sus relaciones con la civilización europea (1844)
- Filosofía fundamental (1846)
- Curso de filosofía elemental (1847)

Além disso, incluem:
- Conversa d'un pagès de la muntanya sobre lo papa (1842), uma de suas poucas obras em catalão
- La religión demostrada al alcance de los niños (1841)
- Observaciones sobre los bienes del clero (1840)